# 嵜本晋輔
嵜本 晋輔（さきもと しんすけ、1982年4月14日 - ）は、大阪府出身の実業家で、元サッカー選手（ミッドフィルダー）。
Jリーグのガンバ大阪などでのプレーを経て、現役引退後に株式会社SOU（現：バリュエンスホールディングス株式会社）を設立。同社が2018年3月22日付で株式上場（東証マザーズへの新規上場）を果たしたことによって、Jリーグの選手経験者では初めて上場企業の社長（代表取締役）になった。2021年7月14日からは南葛SC（東京都葛飾区を拠点に活動する社会人サッカークラブ）の取締役を兼務。

## 人物・来歴
不動産会社や飲食店を営む実業家・嵜本政司の三男として大阪で生まれる。父方の曾祖父に蘭学者の寺地強平がいる。
関西大学第一高校時代にサッカー部へ所属すると、1年時からガンバ大阪（ガンバ）のスカウトが視察に訪れるなど、ミッドフィルダー（MF）としてプレーした。お笑いコンビ・ジャルジャルの後藤淳平・福徳秀介は、いずれも嵜本の2学年後輩に当たる。
高校卒業後の2001年に、ガンバへ加入。同期に当たるユースチームからの昇格組に、井川祐輔、児玉新、日野優がいた。
ガンバでは「アタッカー型のMF」として将来を嘱望されたが、「鶏ガラ」と呼ばれるほどの細身だったことが災いして、2年目以降は公式戦への出場機会に恵まれなかった。J1の公式戦に4試合（リーグ戦に2試合）出場しただけで、21歳だった2003年のシーズン終了後に、戦力外通告を受けて退団。この退団については、「客観的に見て通用しなかっただけ。『諦めきれなくてダラダラ続けていても、選手として衰退していくだけ』と思った」と後に述懐している。2004年2月に佐川急便に入社すると、当時大阪市を拠点にJFLで活動していた佐川急便大阪SCに所属したが、シーズン終了後に現役を引退した。
その一方で、実父と2人の実兄がかねてから地元の大阪府堺市でリサイクルショップを営んでいた関係で、佐川急便大阪SC選手時代からブランド品のリユースなどの事業を展開。2004年5月に株式会社MKSコーポレーションを父と兄たちとで設立したうえで、ブランド品のリユース専門店「ナンバdeなんぼ屋」を大阪市の難波に開業した。同年6月には、株式会社Days&Co.Groupの常務取締役へ就任。現役引退を機に、家業のリサイクルショップで古物鑑定士としての修業を始めた。
飲食店の厨房機器の鑑定眼を身に付けたことを背景に、2008年7月には、MKSコーポレーションの事業として阪神本線・西宮駅前で洋菓子店「パティスリー ブラザーズ」の1号店を開いた。この事業は「PABLO」（チーズタルト専門店）の出店（2011年）に発展したが、晋輔は出店を機に独立。ブランド品のリユース事業に特化したうえで、「なんぼや」「ブランドコンシェル」という名称のリユース専門店を海外にまで展開すべく、2011年11月28日に株式会社SOU（現在のバリュエンスホールディングス）を設立した。ちなみに「PABLO」は、晋輔の独立後も、2人の実兄が経営する株式会社ドロキア・オラシイタの事業として、関西地方を中心に人気を博している。
2012年3月には株式会社ドロキア・オラシイタ、2014年7月に株式会社IBQLOの取締役にも就任した。2014年9月には、株式会社ブランドコンシェルの代表取締役にも就任。同年11月にはSFプロパティマネジメント合同会社の代表社員、2015年9月にはSTAR BUYERS LIMITEDのRepresentive Directorにも就いた。2016年7月には株式会社エスプレッソプロパティマネジメント、2017年3月には株式会社古美術八光堂の代表取締役にも就任している。その一方で、2019年2月1日からは、自身の半生や経営論を綴った初めての著書『戦力外Jリーガー 経営で勝ちにいく － 新たな未来を切り拓く「前向きな撤退」の力』がKADOKAWAから発売されている。
法人設立後は東京を拠点に活動しているが、古巣のガンバとの縁が切れたわけではなく、2017年シーズンから同社を通じてゴールドパートナー契約を締結。2019年シーズンからは、ガンバとのコラボレーション企画の一環として、「ガンバの選手が試合で実際に着用した鑑定書付きサイン入りユニフォームのチャリティーオークション」というJリーグのクラブでは初めてのイベントを始めている。また、2016年シーズンから市立吹田サッカースタジアム（2018年シーズン以降の名称は「パナソニックスタジアム吹田」）建設資金の寄付活動や、ガンバ大阪選手OB会の発足（2018年）などにも尽力している。
2021年には、ガンバのスカウトとして自身・家長昭博・播戸竜二・宇佐美貴史などの入団に尽力した二宮博が1月31日付で退職したことを受けて、2月1日付でバリュエンスホールディングス（バリュエンス社）の社長室スポーツ事業担当に招聘。その一方で、バリュエンス社が南葛SCの運営会社（株式会社南葛SC）から発行済み株式の33.5%を取得したことに伴って、7月14日付で南葛SCの取締役へ就任した。南葛SCのようにJリーグ百年構想の承認を受けたサッカークラブの経営にかねてから関心を示していたことによるもので、バリュエンス社では南葛SCの経営への参画に先駆けて、2021年4月から同クラブとの間でパートナー契約を締結。南葛SCでは翌2022年シーズンの時点で関東サッカーリーグの1部（J1リーグより6段階下のカテゴリー）に所属しているが、Jリーグへの早期昇格を目標に、サッカー日本代表でのプレーを経験している現役のプロサッカー選手（かつてガンバの主力選手でもあった稲本潤一・今野泰幸など）を同年の開幕前から相次いで獲得している。

## 所属クラブ
- 大阪市立白鷺中学校
- 1998年 - 2001年 関西大学第一高校
- 2001年 - 2003年 ガンバ大阪
- 2004年 佐川急便大阪SC

## 個人成績
| 国内大会個人成績 | 国内大会個人成績 | 国内大会個人成績 | 国内大会個人成績 | 国内大会個人成績 | 国内大会個人成績 | 国内大会個人成績 | 国内大会個人成績 | 国内大会個人成績 | 国内大会個人成績 | 国内大会個人成績 | 国内大会個人成績 |
| 年度             | クラブ           | 背番号           | リーグ           | リーグ戦         | リーグ戦         | リーグ杯         | リーグ杯         | オープン杯       | オープン杯       | 期間通算         | 期間通算         |
| 年度             | クラブ           | 背番号           | リーグ           | 出場             | 得点             | 出場             | 得点             | 出場             | 得点             | 出場             | 得点             |
| 日本             | 日本             | 日本             | 日本             | リーグ戦         | リーグ戦         | リーグ杯         | リーグ杯         | 天皇杯           | 天皇杯           | 期間通算         | 期間通算         |
| ---------------- | ---------------- | ---------------- | ---------------- | ---------------- | ---------------- | ---------------- | ---------------- | ---------------- | ---------------- | ---------------- | ---------------- |
| 2001             | G大阪            | 15               | J1               | 2                | 0                | 0                | 0                | 1                | 0                | 3                | 0                |
| 2002             | G大阪            | 15               | J1               | 0                | 0                | 0                | 0                | 0                | 0                | 0                | 0                |
| 2003             | G大阪            | 15               | J1               | 0                | 0                | 1                | 0                | 0                | 0                | 1                | 0                |
| 2004             | 佐川大阪         | 25               | JFL              | 20               | 1                | -                | -                | -                | -                | 20               | 1                |
| 通算             | 日本             | 日本             | J1               | 2                | 0                | 1                | 0                | 1                | 0                | 4                | 0                |
| 通算             | 日本             | 日本             | JFL              | 20               | 1                | -                | -                | -                | -                | 20               | 1                |
| 総通算           | 総通算           | 総通算           | 総通算           | 22               | 1                | 1                | 0                | 1                | 0                | 24               | 1                |

- Jリーグ初出場 - 2001年9月22日　J1-2nd第6節　vsコンサドーレ札幌（万博記念競技場）

## 著書
『戦力外Jリーガー 経営で勝ちにいく － 新たな未来を切り拓く「前向きな撤退」の力』KADOKAWA、2019年2月。ISBN 978-4046040749。